# Кайу (волость)
Ка́йу (эст. Kaiu ) — бывшая волость в Эстонии, в составе уезда Рапламаа. В ходе  административной реформы местных самоуправлений Эстонии 2017 года наряду с четырьмя другими волостями вошла в состав новой волости Рапла того же уезда.

## Положение
Площадь волости — 261 км², численность населения на  1 января 2012 года составляла 1388 человек.
Административный центр волости — посёлок Кайу. Помимо этого на территории волости находятся ещё 12 деревень.